# Rhume
Rhume je řeka v Německu, která protéká na území spolkové země Dolní Sasko. Je to pravostranný přítok řeky Leine. Délka toku činí 48 km. Plocha povodí měří 1200 km².

## Průběh toku
Řeka vyvěrá již jako větší říčka v krasové oblasti u obce Rhumspringe v nadmořské výšce 160 m. Nejprve její tok směřuje na jihozápad, protéká výše zmíněnou obcí. Odtud proudí dále k Rüdershausenu, kde ji posiluje zleva říčka Eller. Zde se řeka obrací na severozápad k obci Gieboldehausen, u které přibírá zleva říčku Hahle. Zhruba 10 km severozápadně odtud u obce Katlenburg-Lindau řeku zprava posiluje řeka Oder a o něco níže řeka Söse. Pod ústím Söse se Rhume stáčí více na západ k městu Northeim, kterým protéká. Severozápadně odtud se vlévá do řeky Leine v nadmořské výšce 116 m.

### Větší přítoky
- levé – Eller, Hahle
- pravé – Oder, Söse